# Alistair Quinn
Alistair Quinn (Brisbane, 1 juni 1993) is een Australisch voetballer die doorgaans als rechtsback speelt. In 2015 verruilde hij Telstar voor Olympic FC.

## Clubcarrière
Op 25 augustus 2014 maakte Quinn zijn debuut in het betaalde voetbal door in de gewonnen wedstrijd tegen Fortuna Sittard twaalf minuten voor tijd in te vallen voor Tom Beissel.

## Statistieken
| Seizoen         | Club            | Competitie      | Competitie | Competitie | Beker | Beker | Totaal | Totaal |
| Seizoen         | Club            | Competitie      | Wed.       | Dlp.       | Wed.  | Dlp.  | Wed.   | Dlp.   |
| --------------- | --------------- | --------------- | ---------- | ---------- | ----- | ----- | ------ | ------ |
| 2014/15         | Telstar         | Jupiler League  | 6          | 0          | 0     | 0     | 6      | 0      |
| Carrière totaal | Carrière totaal | Carrière totaal | 6          | 0          | 0     | 0     | 6      | 0      |